# Hrodna

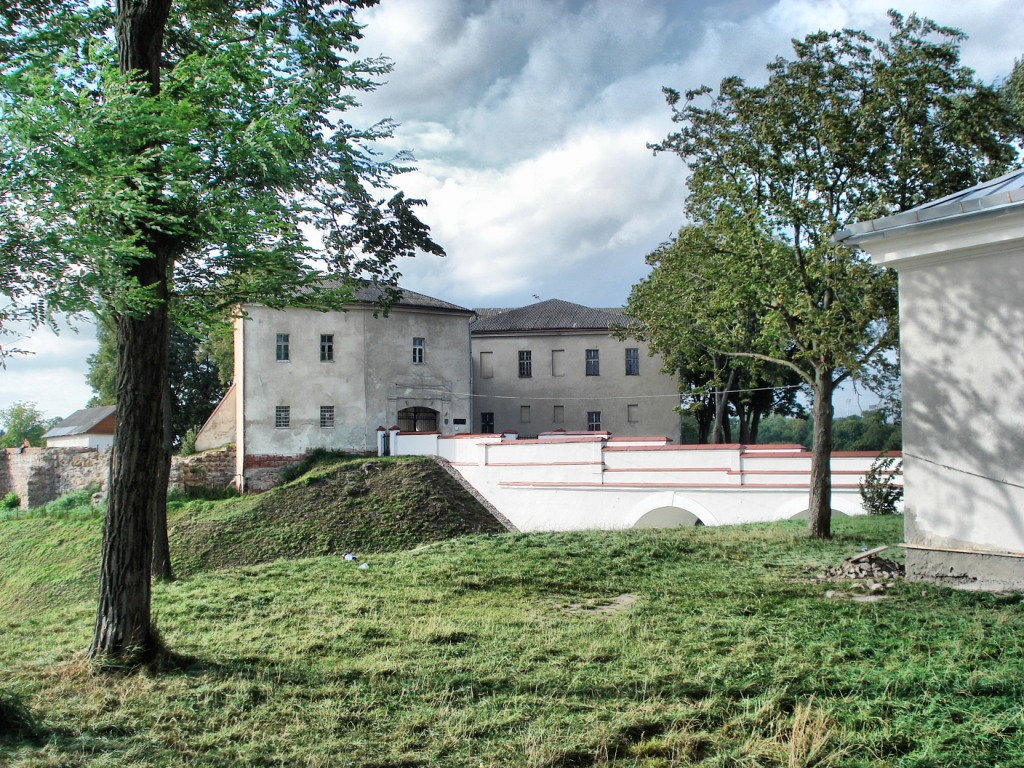
Il castello vecchio

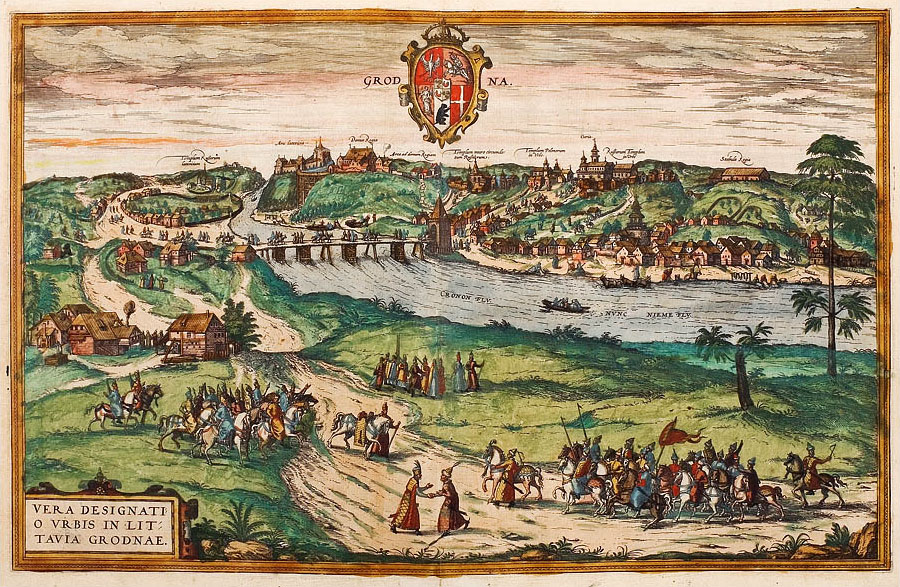
Hrodna in un dipinto del XVI secolo

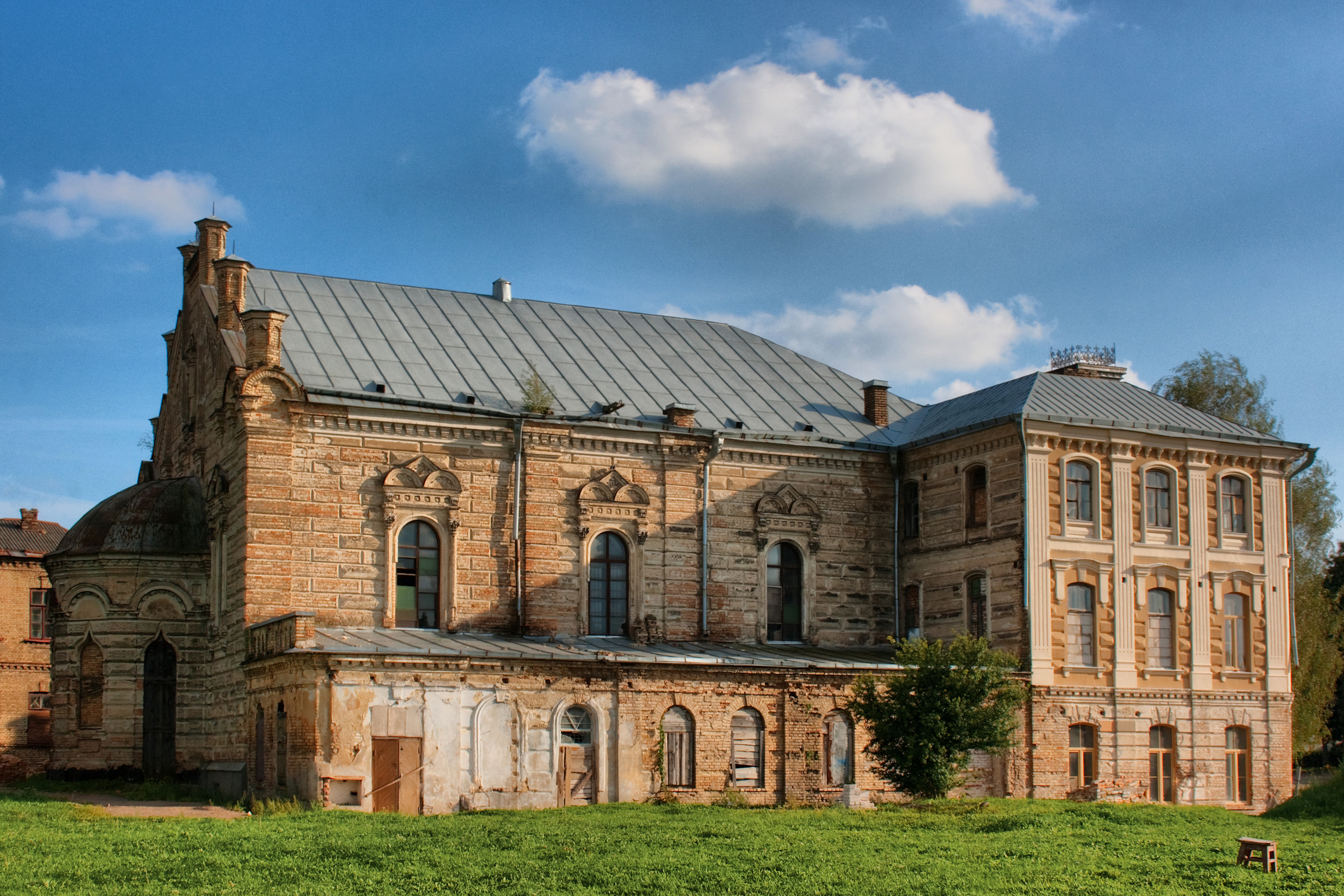
Sinagoga grande corale di Hrodna

Hrodna (in bielorusso Гро́дна?) o Grodno (in russo Гро́дно?, Grodno; in polacco Grodno; in lituano Gardinas; in yiddish גראָדנע‎?, Grodne) è una città della Bielorussia, vicina al triplo confine tra Bielorussia, Polonia e Lituania. La città è posta sul fiume Nëman e conta 363 718 abitanti (2024).
La città di Hrodna è stata nota per tutto il XX secolo con il corrispondente esonimo russo Гро́дно (Grodno). Dall'indipendenza della Bielorussia il nome ufficiale della città è quello bielorusso, Hrodna.

## Storia
La moderna città di Hrodna è nata come una piccola fortezza e un avamposto commerciale fortificato mantenuto dai principi Rurikid al confine con le terre dell'unione tribale baltica degli Jatvingi. Il primo riferimento a Hrodna risale al 1005.
L'anno di fondazione ufficiale è il 1127. A quel tempo Hrodna era stata menzionata nelle Cronache primarie come Goroden e si trova all'incrocio di numerose rotte commerciali,, diventando la capitale di un principato governato da Yaroslav il Saggio e dai suoi discendenti.
Insieme a Navahrudak, Hrodna era considerata la città principale al confine occidentale della Rutenia Nera che confinava con il Granducato di Lituania. È stata spesso attaccata da vari invasori, in particolare dai Cavalieri Teutonici. Questi ultimi, al comando di Konrad Wallenrode la assediarono l'ultima volta nel 1398. Negli anni 1240-1250 era sotto il controllo del Granducato. Dopo le rivolte prussiane, la popolazione prussiana cercò rifugio nella regione. Il famoso granduca lituano Vytautas fu principe di Hrodna (1376-1392) e vi rimase durante i preparativi per la battaglia di Grunwald (1410).

### Confederazione polacco-lituana
Per incentivare il commercio, i granduchi cominciarono ad "accogliere" molte comunità ebraiche. Nel 1441 la città ricevette il suo statuto, basato sulla legge di Magdeburgo.
La città fu teatro di due battaglie, la Battaglia di Grodno (1706) e la Battaglia di Grodno (1708) durante la Grande guerra del Nord.
Dopo la prima divisione della Confederazione polacco-lituana, Grodno divenne la capitale del voivodato di Grodno nel 1793.
In quanto importante centro di commercio e culturale, Grodno rimase uno dei luoghi in cui si tenevano i Sejm. Inoltre, il Vecchio e il Nuovo Castello erano spesso visitati dai monarchi della Confederazione, incluso il famoso Stefano I Báthory, che qui fece costruire una residenza reale. Nel 1793 a Grodno avvenne l'ultimo Sejm nella storia della Confederazione. Due anni dopo, nel 1795, la Russia ottenne la città nella terza spartizione della Polonia. Fu nel Castello Nuovo il 25 novembre di quell'anno che l'ultimo re polacco e granduca lituano Stanisław August Poniatowski abdicò. Nell'impero russo, la città ha continuato a svolgere il suo ruolo di sede del Governatorato di Grodno dal 1801. Le attività industriali iniziate alla fine del XVIII secolo da Antoni Tyzenhauz, hanno continuato a svilupparsi.
Il conte Aleksander Bisping fu arrestato e imprigionato qui durante la rivolta di gennaio (1863-1864) prima del suo esilio a Ufa.
Come molte altre città dell'Europa orientale, Grodno aveva una significativa popolazione ebraica prima della Shoah: secondo il censimento russo del 1897, su una popolazione totale di 46 900, gli ebrei costituivano 22 700 (circa il 48%, o quasi la metà della popolazione totale).
Nel 1812 la città fu liberata per un breve periodo da Napoleone. I cittadini di Grodno parteciparono numerosi alle insurrezioni polacche del 1800.

### Prima guerra mondiale
Durante la prima guerra mondiale Grodno fu più volte al centro di operazioni militari e venne depredata dalle truppe tedesche. Dal 1918 al 1919 fece parte della Repubblica di Lituania ma, nel 1920, in virtù del trattato di Riga, che concludeva la guerra russo-polacca, fu occupata dalla Polonia. 

### Seconda guerra mondiale
Con l'invasione della Polonia nel 1939 la guarnigione di Grodno fu usata principalmente per la formazione di numerose unità militari che combattevano contro l'invasione della Wehrmacht.
La città contava circa 60 000 abitanti dei quali polacchi (60%), ebrei (37%), lituani e bielorussi (3%). Nel 1939 la città veniva occupata da divisioni corazzate sovietiche, dopo che la Polonia era capitolata durante l'attacco tedesco del 1 settembre 1939. L'assedio di Grodno, passato alla storia come la "Battaglia di Grodno" iniziò il 20 settembre 1939. La città era difesa da circa 2 000 persone, per la gran maggioranza forze di polizia. La città si arrese dopo 3 giorni di lotta casa per casa il 22 settembre, data nella quale veniva incorporata nell'Unione Sovietica secondo quanto stabilito nel patto Molotov-Ribbentrop.
Dal 1941 al 1944 la città fu occupata dai Nazisti, i quali si abbandonarono a massacri e deportazioni, eliminando tra l'altro l'intera popolazione ebraica della città che prima della guerra contava oltre 20 000 persone. Nel 1945, in seguito alla sconfitta dei nazisti da parte dei sovietici, ritornò ad essere parte della Repubblica Socialista Sovietica Bielorussa, restandolo fino alla caduta dell'Unione Sovietica nel 1991. Da allora è parte della Repubblica di Bielorussia.

## Geografia
La città si trova sul fiume Neman, a circa 15 km (9 miglia) dal confine polacco e a 30 km (19 miglia) dalla Lituania. Oltre al fiume Neman, la città è attraversata dal fiume Lasosna e dal Haradnichanka.

## Città moderna
La città ha una delle più grandi concentrazioni di cattolici romani in Bielorussia. È anche un centro della cultura polacca, con un numero significativo di polacchi che risiedono nella città e nei suoi dintorni.
Anche la popolazione ortodossa orientale è ampiamente presente. Le chiese cattoliche e ortodosse della città sono importanti tesori architettonici.
La città è nota per la Grodno State Medical University, dove molti studenti provenienti da diverse parti della Bielorussia acquisiscono titoli accademici, così come un numero notevole di studenti stranieri. Altri istituti di istruzione superiore sono la Yanka Kupala State University di Grodno (il più grande centro educativo nella provincia di Grodno) e l'Università agraria statale di Grodno. Per sostenere la comunità polacca, nel 1995 è stata costruita una scuola polacca, dove tutte le materie vengono insegnate in polacco e gli studenti possono superare gli esami per essere ammessi nelle università polacche.

## Monumenti e luoghi d'interesse
Di particolare interesse sono il Castello Reale, la chiesa della Fara, la cattedrale cattolica di San Francesco Saverio, la cattedrale ortodossa di Nostra Signora della Salute, la Chiesa di Santa Maria degli Angeli e convento francescano e la sinagoga grande corale (in corso di restauro).

## Infrastrutture e trasporti
Hrodna è raggiungibile da Minsk in autobus o treno, da Vilnius in Lituania in autobus e da Białystok in Polonia in autobus.
L'aeroporto di Hrodna è collegato con i voli delle compagnie aeree bielorusse Belavia Belarusian Airlines e Gomelavia con Minsk, Kaliningrad, Homel', Mahilëŭ e con i voli charter con l'Europa.

## Amministrazione

### Gemellaggi
- Minden, dal 1º luglio 1990
- Limoges
- Breslavia, dal 2005

## Sport

### Calcio
La squadra principale della città è il Futbol'ny Klub Nëman Hrodna.